# Chichery
Chichery é uma comuna francesa na região administrativa de Borgonha-Franco-Condado, no departamento de Yonne. Estende-se por uma área de 6,83 km². Em 2010 a comuna tinha 504 habitantes (densidade: 73,8 hab./km²).